# Килдеър (графство)
Килдеър (на английски: County Kildare, Каунти Килдеър; на ирландски: Contae Chill Dara) е едно от 26-те графства на Ирландия. Намира се в провинция Ленстър. Граничи с графствата Карлоу, Мийт, Лийш, Офали, Дъблин и Уиклоу. Има площ 1693 km². Население 186 075 жители към 2006 г. Главен град на графството е Нейс. Градовете в графството са Адай, Балимор Юстейс, Касълдърмът, Килдеър, Килкък, Килкълън, Лейкслип, Мейнут, Монастеривин, Нейс (най-голям по население), Нюбридж, Просперъс, Раданган, и Селбридж.